# کلئوپاترا (فیلم ۱۹۳۴)
کلئوپاترا (انگلیسی: Cleopatra) فیلمی در ژانر زندگی‌نامه‌ای به کارگردانی سیسیل بی. دمیل است که در سال ۱۹۳۴ منتشر شد.
این فیلم برنده جایزه اسکار بهترین فیلمبرداری توسط ویکتور میلنر در هفتمین دوره این مراسم شده‌است.

## بازیگران
- کلودت کولبرت
- وارن ویلیام
- هنری ویلکاکسن
- جوزف شیلدکات
- ایان کیت
- سی اوبری اسمیت
- اروینگ پیکل
- لئونارد مودی
- کلودیا دل
- لایونل بلمور
- ویلیام وی. مونگ
- جورج والش
- چارلز دابلیو. موریس
- جان کارادین
- جولن جانسون
- ویلفرد لوکاس
- دیوید نیون
- فیلیپس اسمالی
- برایانت واشبرن
- آرتور هول
- ادموند برنز
- فلورنس رابرتس
- گرترود مایکل
- هری برسفورد
- ماری مک‌لارن
- رابرت وارویک
- ویلیام فارنوم
- ادموند برنز